# Передільське
Переді́льське — село в Україні, у Щастинській міській громаді Щастинського району Луганської області. Населення становить 1191 осіб. До 2020 року орган місцевого самоврядування — Передільська сільська рада.

## Географія
Географічні координати: 48°45' пн. ш. 39°8' сх. д. Загальна площа села — 6,5 км².
Село розташоване у східній частині Донбасу за 48 км від районного центру. Найближча залізнична станція — Краснозерівка, за 7 км. Поблизу села протікає річка Айдар.

## Археологія
Стоянки пізньої давньокам'яної та ранньої середньокам'яної (осокорівська культура) доби.
На околицях села кургани епохи міді-бронзи (III — початок I тисячоліття до н. е.).
Також виявлено поселення салтівської культури (VIII—X століття н. е.), а також .

## Історія
Населений пункт засновано в середині XIX століття донськими козаками та вихідцями з центральних губерній Російської імперії.
У 1932–1933 роках Передільська сільська рада постраждала від Голодомору. За свідченнями очевидців кількість померлих склала щонайменше 82 особи, імена яких встановлено.
Наприкінці 1960-х років у селі діяли центральна садиба радгоспу «Україна», восьмирічна школа, бібліотека і клуб.
1 лютого 2015-го загинув під час артилерійського обстрілу терористами з БМ-21 вогневих позицій підрозділів 80-ї бригади поблизу села Передільське старший лейтенант 80-ї бригади Сергій Невеличук. 1 травня 2015 року у Передільському бійцями батальйону «Айдар» було повалено пам'ятник Леніну.

## Населення
За даними перепису 2001 року населення села становило 1191 особу, з них 9,57 % зазначили рідною мову українську, 90,34 % — російську, а 0,09 % — іншу.